# 佐久発電所

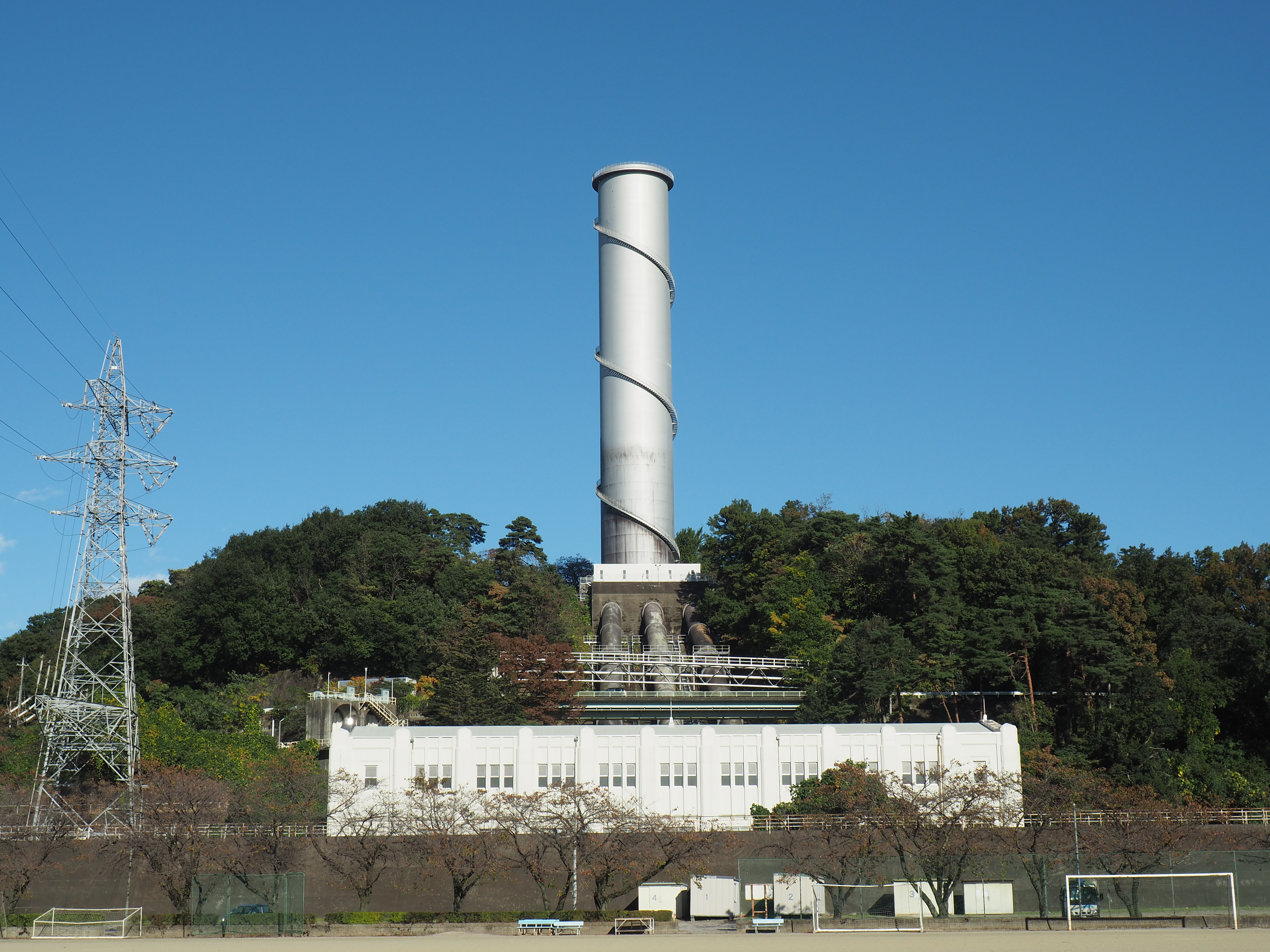
佐久発電所全景

佐久発電所（さくはつでんしょ）は、群馬県渋川市北橘町分郷八崎に位置する東京電力リニューアブルパワーの水力発電所である。

## 概要

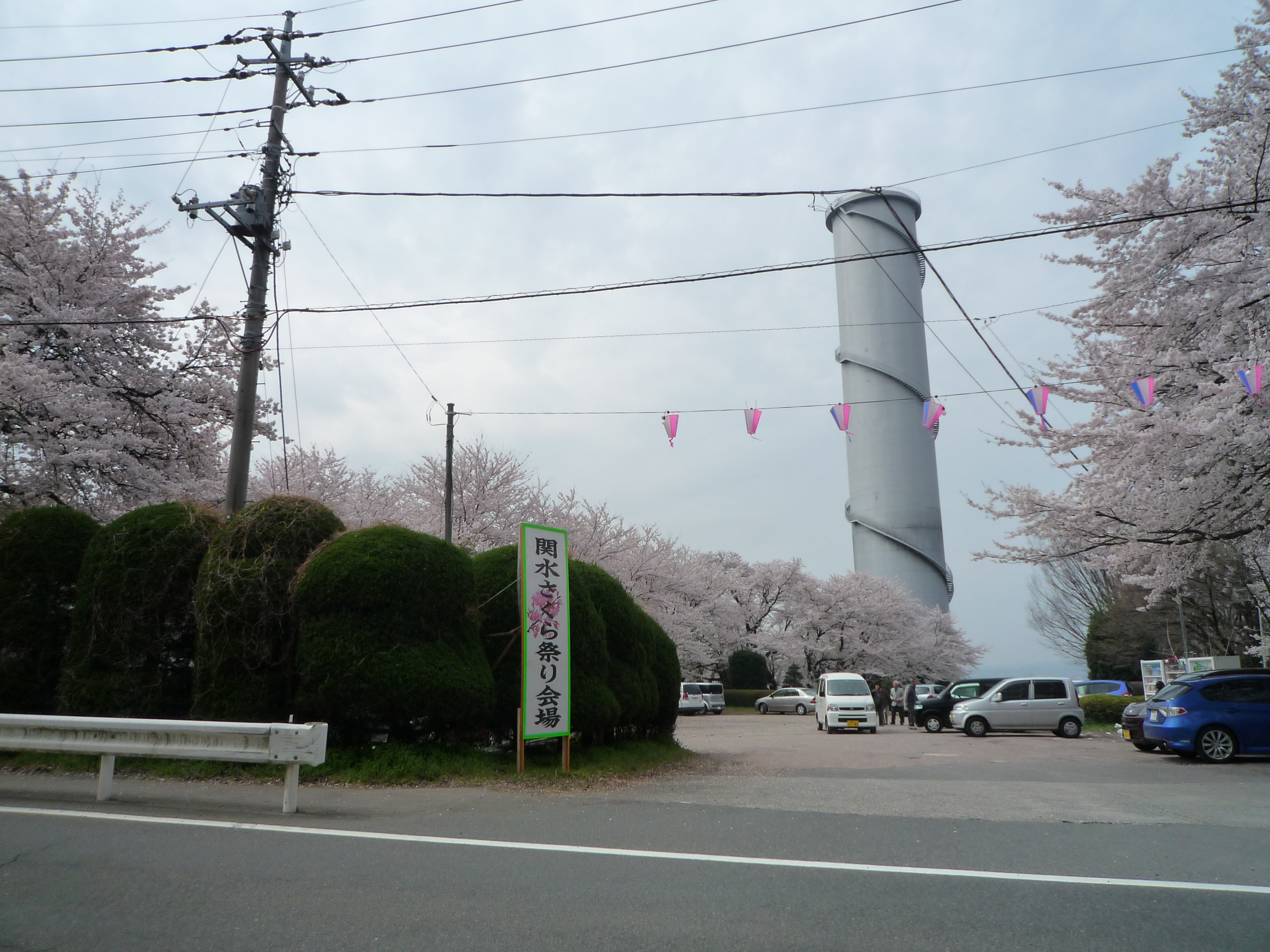
関水さくら祭り

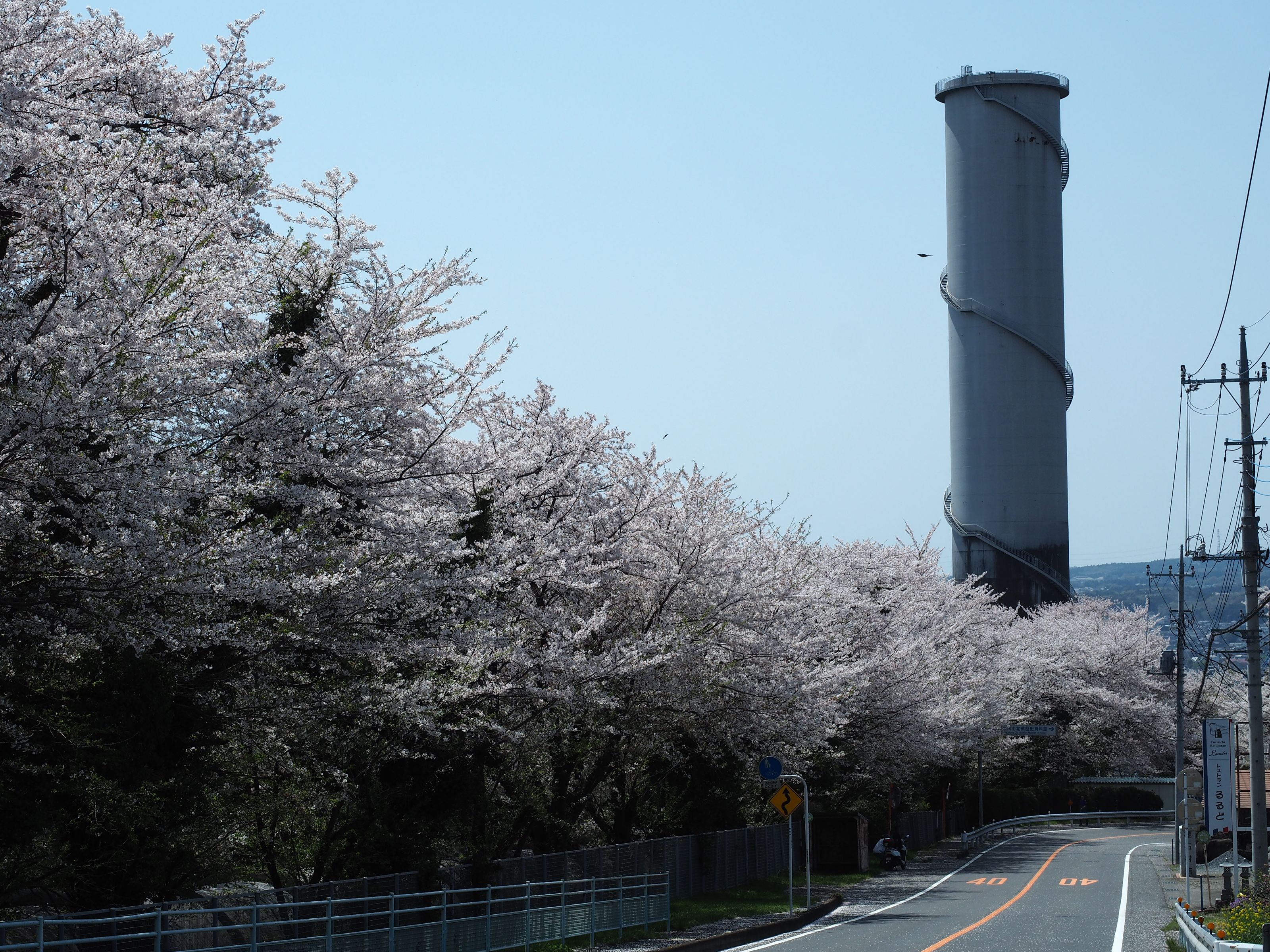
管路沿い桜並木

利根川と吾妻川の双方から取水している。利根川では沼田市岩本の綾戸ダムで取水し、渋川市北橘町真壁にある真壁調整池へ一度貯められ、水圧鉄管を通ってサージタンクに導き、山頂から3本の水圧管路に分かれて山腹を下って発電所に至る。吾妻川から取水された水は、金井発電所・渋川発電所を通り、利根川と吾妻川合流地点付近でサイフォンを用いて吾妻川・利根川を渡り、水路を経て佐久発電所へ至る。
利根川の水は1号機から3号機までの発電機をフランシス水車で駆動し、吾妻川の水にて4号機の発電機をプロペラ水車で駆動している。発電を終えた水は広瀬桃木用水として放流され、群馬県企画局の各発電所にて再利用されたのちに広瀬川として再度利根川と合流する。
発電所にそびえ立つ巨大なサージタンクは遠方からも眺められるため、近隣のランドマークとなっている。また真壁貯水池から発電所に至る水圧鉄管の回りには桜が多数植えられており、春には花見客で混雑する。

## 歴史

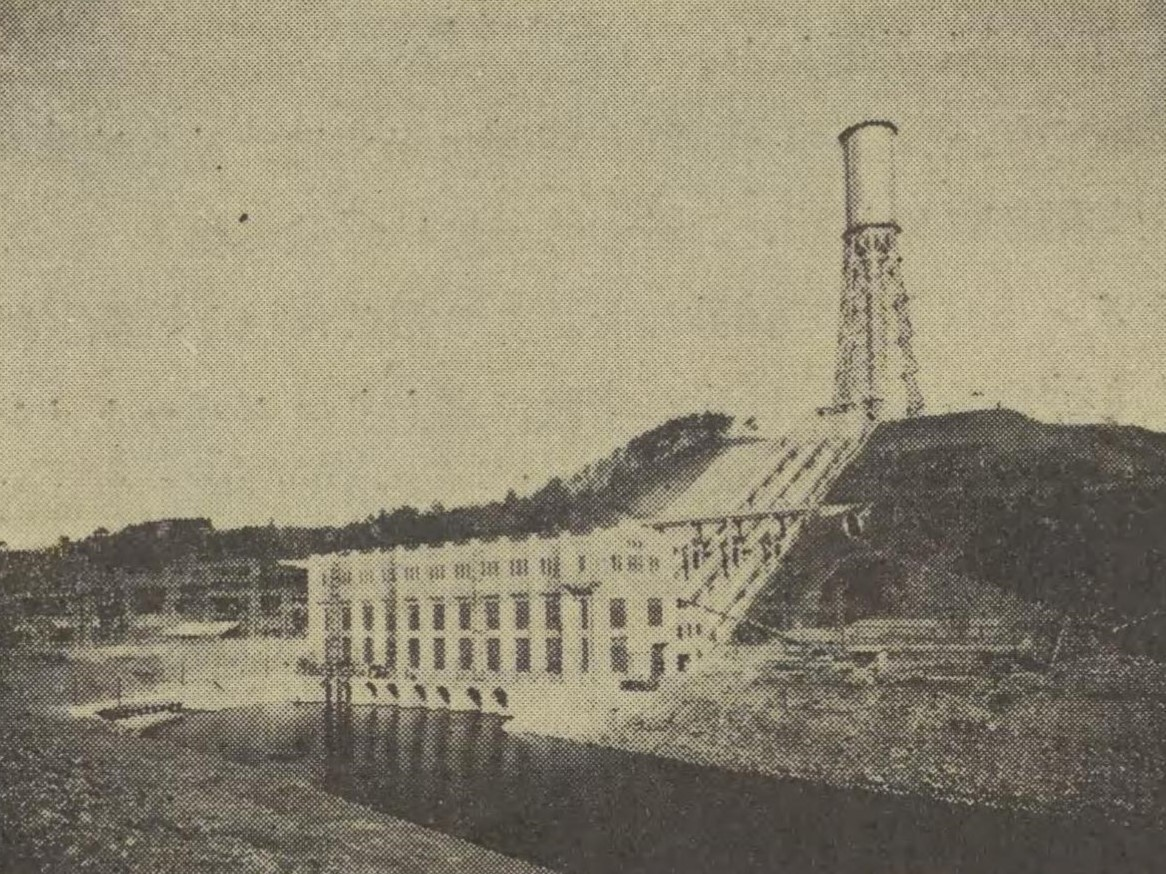
昭和初期の佐久発電所

1925年（大正14年）に浅野財閥の関東水力電気により建設が開始され、1928年（昭和3年）に完成。1938年（昭和13年）には吾妻川からの取水を利用した発電も開始された。関東水力電気の創設者である浅野総一郎の妻「作」の雅号「佐久」を取って佐久発電所と命名された。建設時は東洋一の発電所とも言われ、首都圏への送電の他、利根川対岸には後に浅野総一郎によって建設される浅野カーリット（現在の日本カーリット）、同じく対岸に建設された関東電気精錬(現在の大同特殊鋼) 、関東電化工業への送電も行われた。
ここの水圧鉄管は浅野財閥の浅野造船所が製造したもので、直径15フィート、長さ4800フィート、重さ3790トンだった。
関東水力電気から日本発送電・東京電力を経て東京電力リニューアブルパワーに所属しているが、地元では関東水力電気の略称である「関水」（かんすい）がいまだに佐久発電所の別名として使われている（例として、先に掲載の写真では関水さくら祭りと掲げられている）。取水堰となる綾戸ダム近郊のバス停にも関水の名前が残る。なお、法人としての関東水力電気は1942年に関連会社と合併し、最終的には日本カーリットに吸収されている。
1985年（昭和60年）から1988年（昭和63年）にかけてサージタンクや発電施設の大規模改修が行われた。改修前のサージタンクはジョンソン作動型と呼ばれ、繭型のタンクを柱で支える独特の形状であった。今日見られる円筒形のサージタンクは二代目のものである。
2012年（平成24年）、浅野の出身地である富山県氷見市から浅野総一郎立像が寄贈され、サージタンク近くのふれあい公園に設置。同年4月8日に「九転十起の像」として建立除幕式が行われた。この銅像は2009年に製作され、氷見フィッシャーマンズワーフ海鮮館に展示されていたものであったが、浅野由来の土地ということで、氷見市と渋川市の交流の一環として佐久発電所へ移された。なお、銅像は氷見市に向けて設置されている。

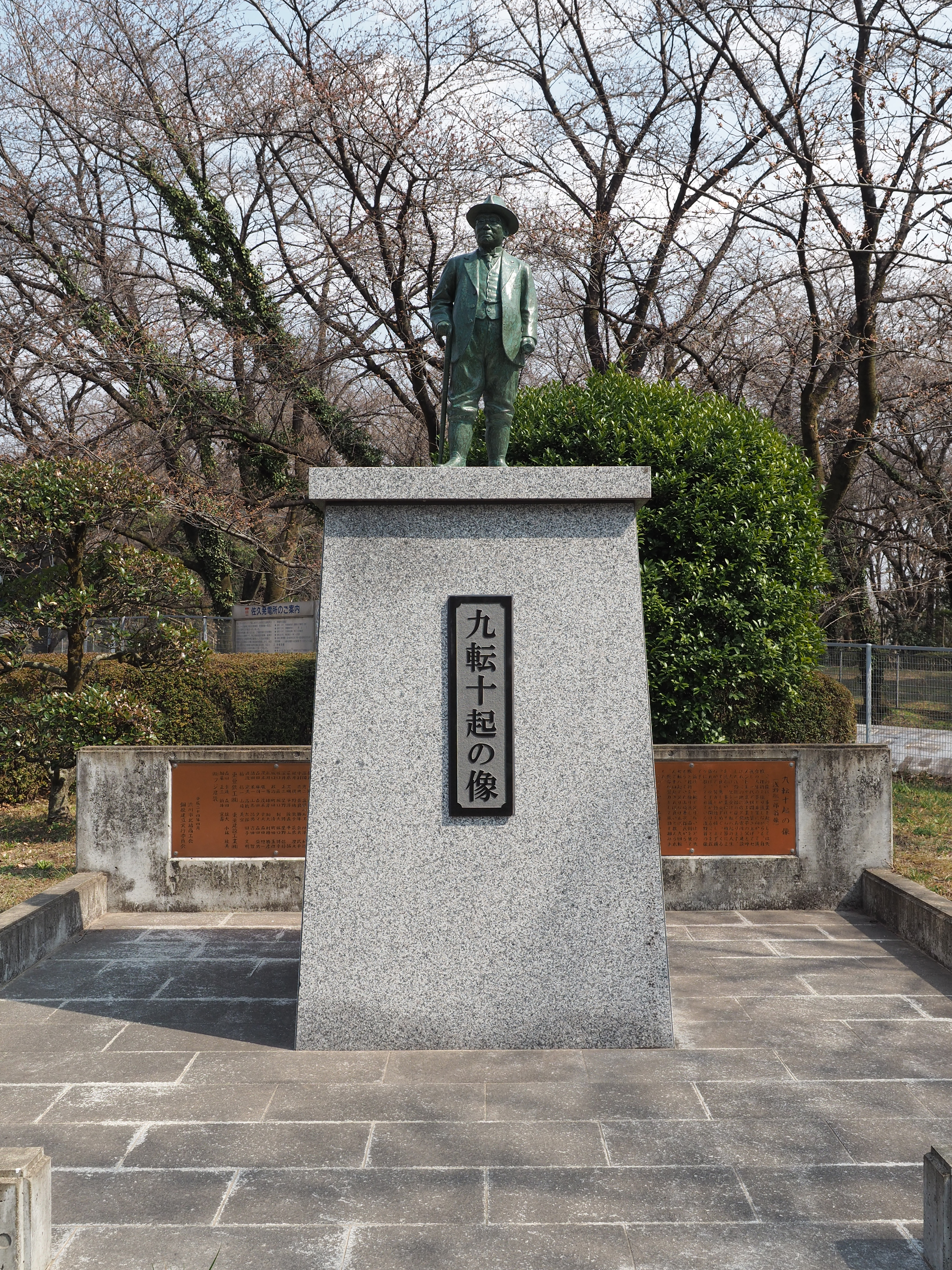
氷見市より寄贈された浅野総一郎の像。出生地である氷見市の方角を向いている。

## 真壁ダム
真壁ダムは渋川市北橘町真壁に作られた重力式コンクリートダムである。傾斜地に調整池を作るために設置されたダムであり、堤高は低いが幅が広いのが特徴である。綾戸ダムより取水された水は一度ここに貯められ、発電量に応じて佐久発電所へ送水される。

## 写真

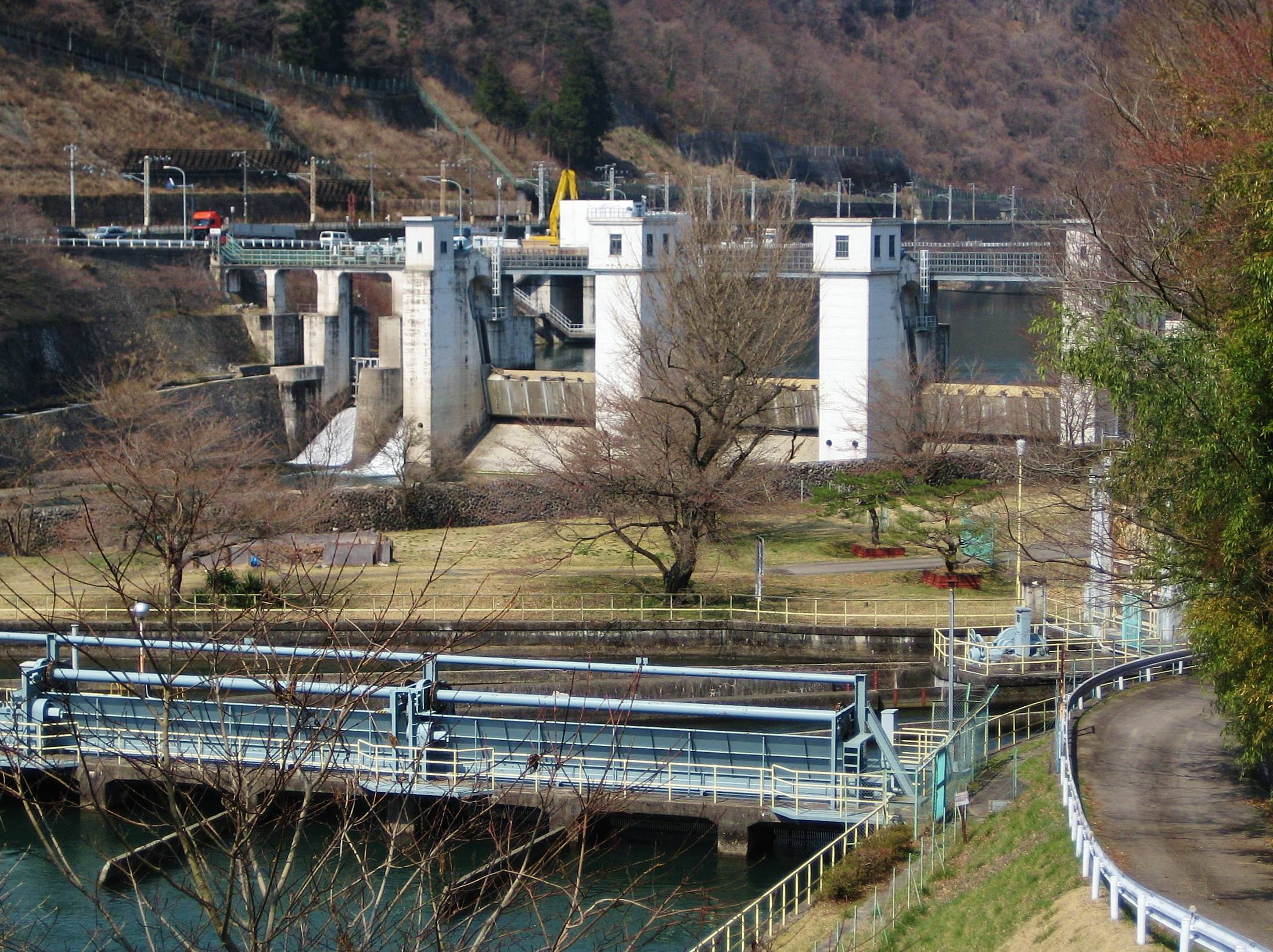
綾戸ダム
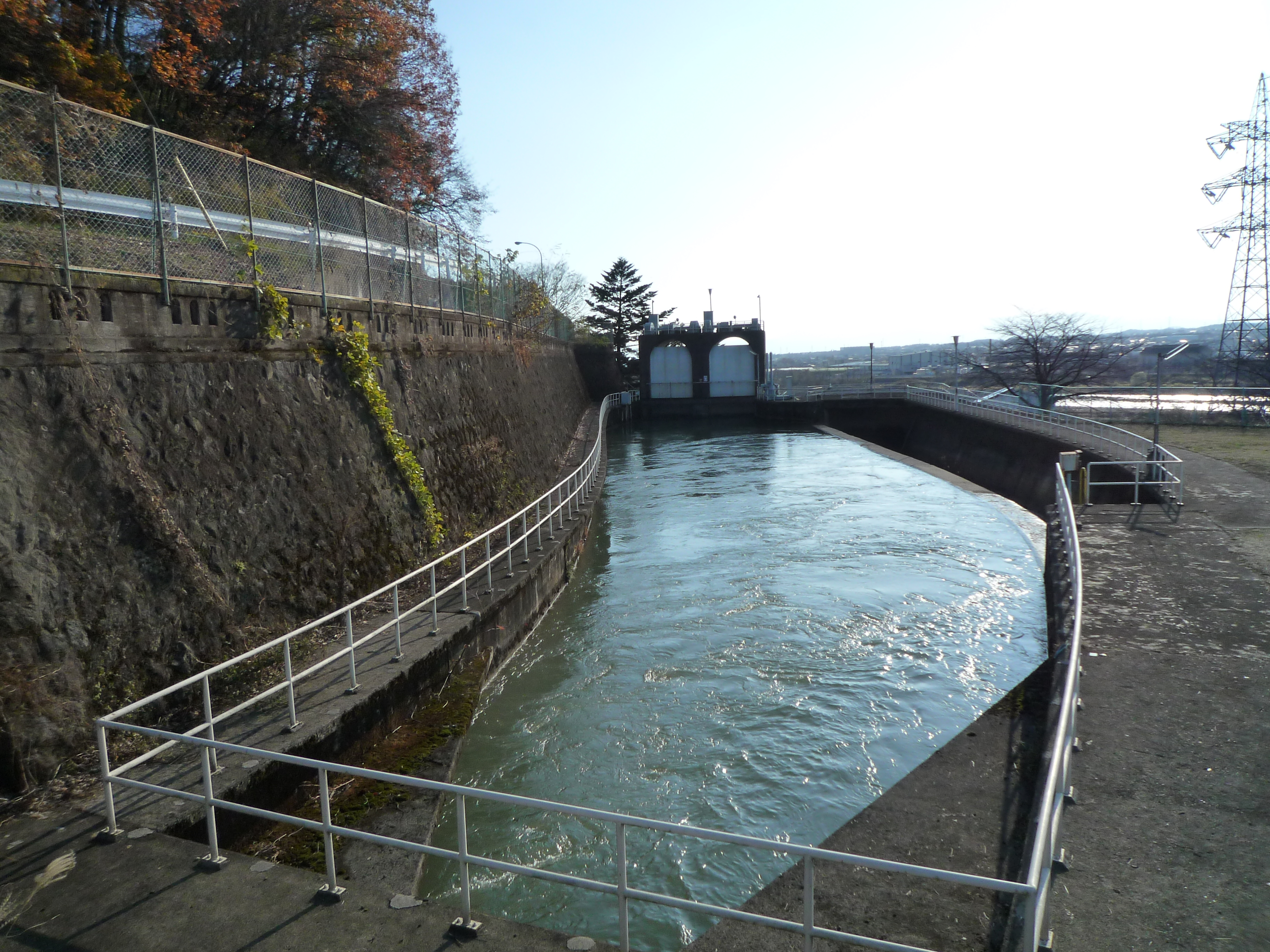
吾妻機側導水路
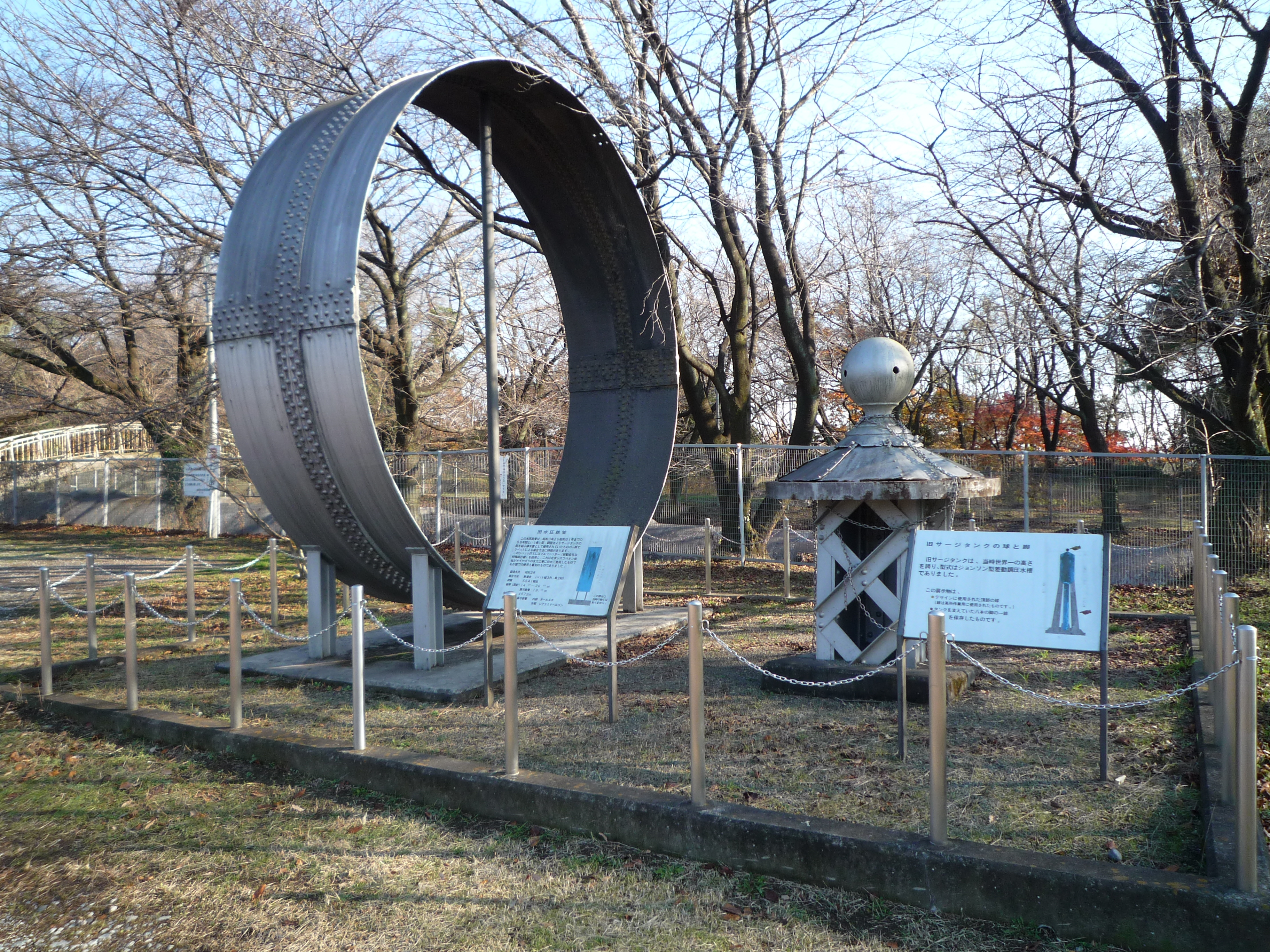
旧サージタンク頭頂部と旧水圧鉄管
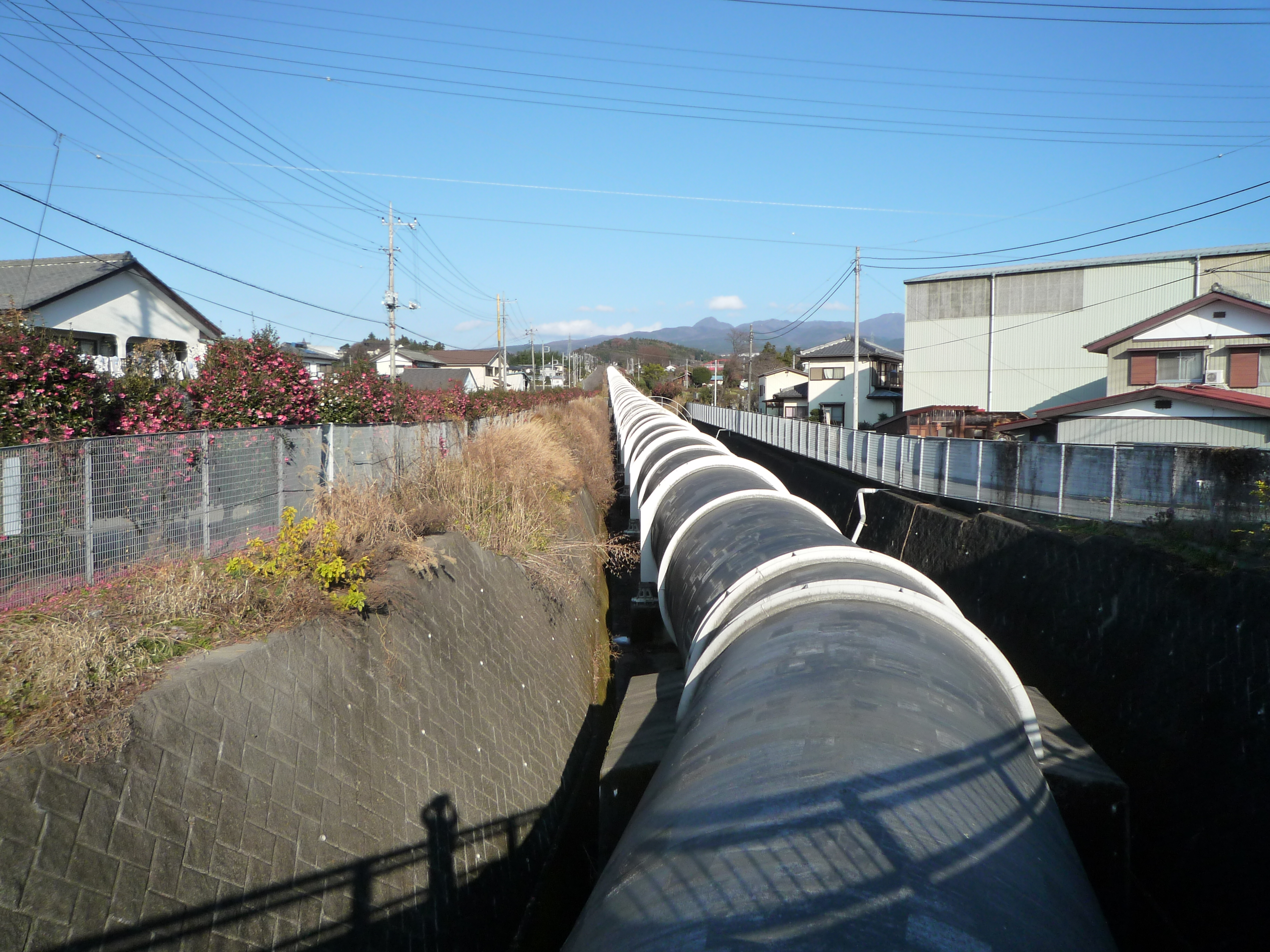
真壁ダムから佐久発電所に至る水圧鉄管導水路
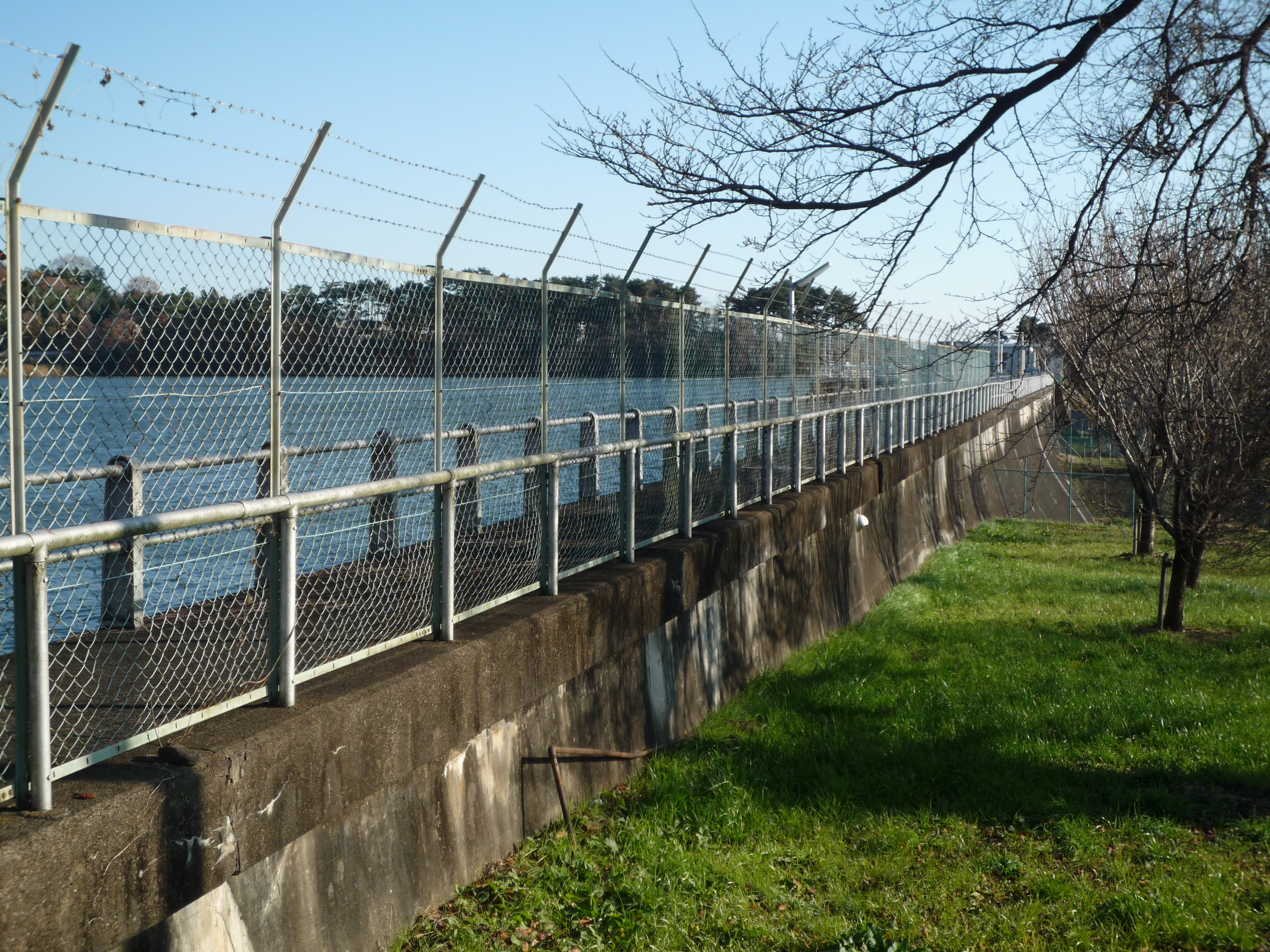
真壁ダム堤体
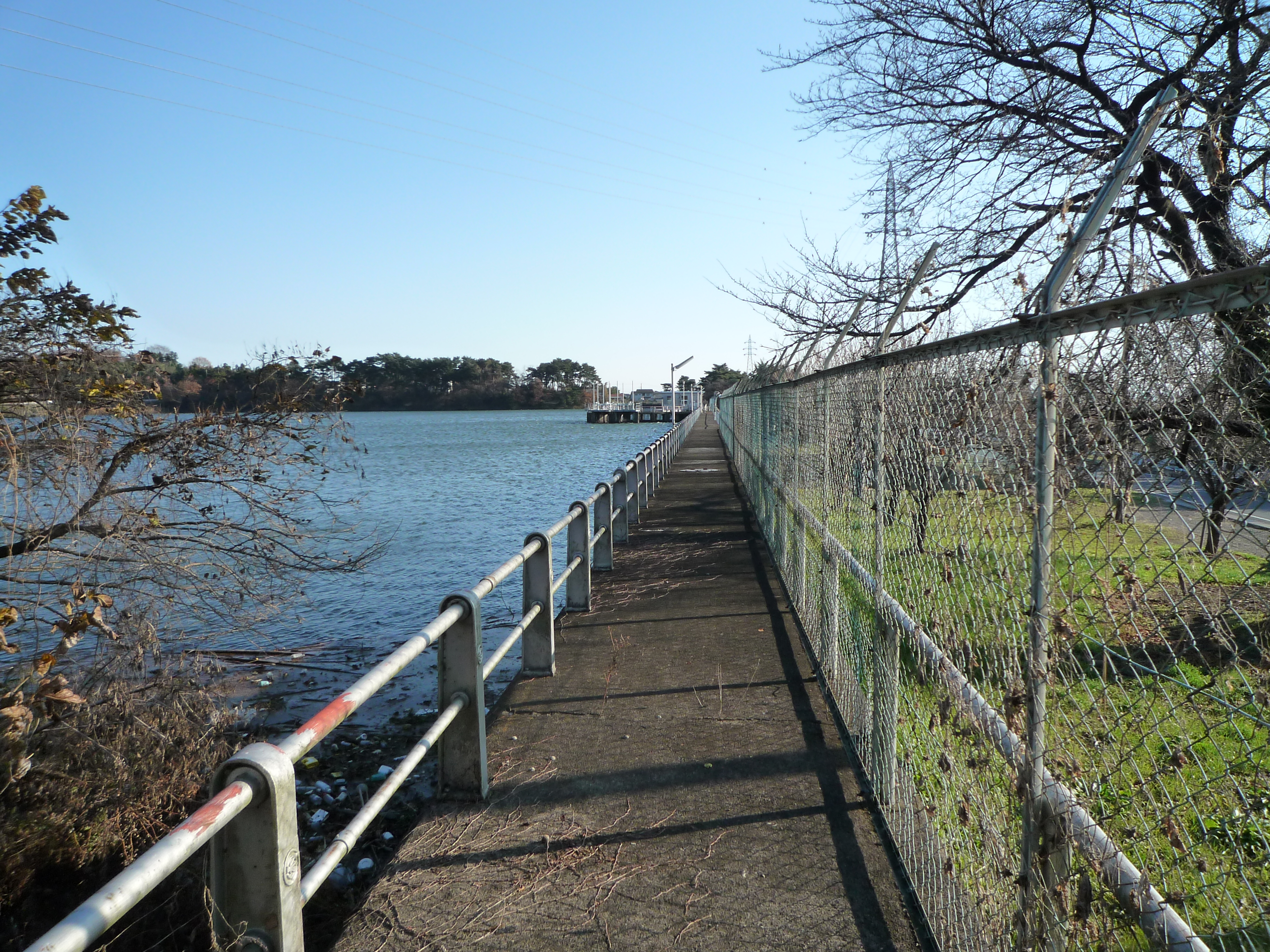
真壁調整池と取水口
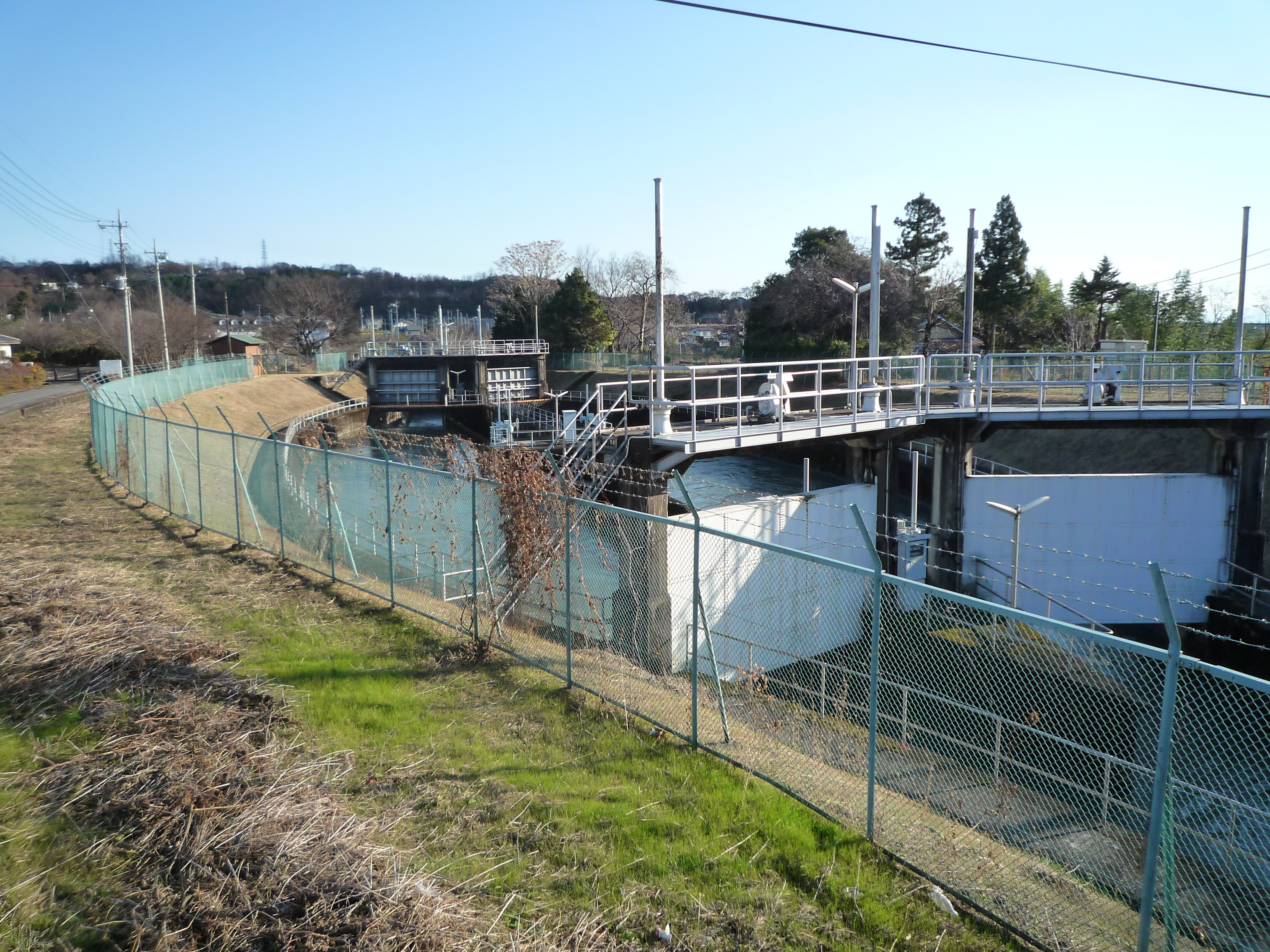
利根川を渡るサイフォン手前の水門群
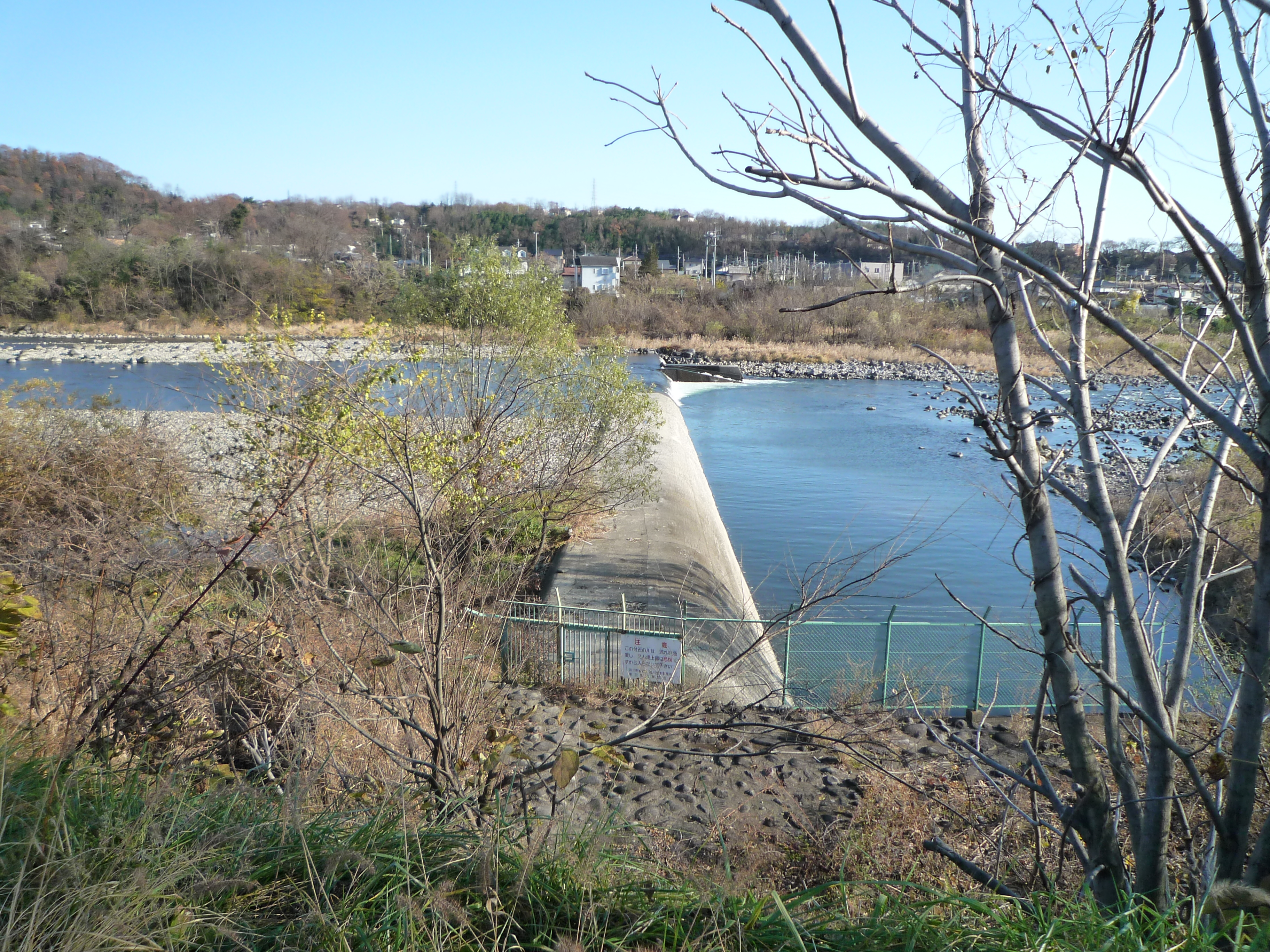
利根川を渡るサイフォン導水路